# Sidi Abdallah
Sidi Abdallah (en àrab سيدي عبد الله, Sīdī ʿAbd Allāh; en amazic ⵙⵉⴷⵉ ⵄⴱⴷⵍⵍⴰ) és una comuna rural de la província de Rehamna, a la regió de Marràqueix-Safi, al Marroc. Segons el cens de 2014 tenia una població total de 10.481 persones.